# Монумент героическим защитникам Ленинграда

Обелиск (высота 48 метров) на фоне чистого зимнего неба

Монумент героическим защитникам Ленинграда на площади Победы (Мемориал на Средней Рогатке) — памятник подвигу ленинградцев в трагические дни блокады 1941—1944 годов. С апреля 2024 года — объект культурного наследия России регионального значения.

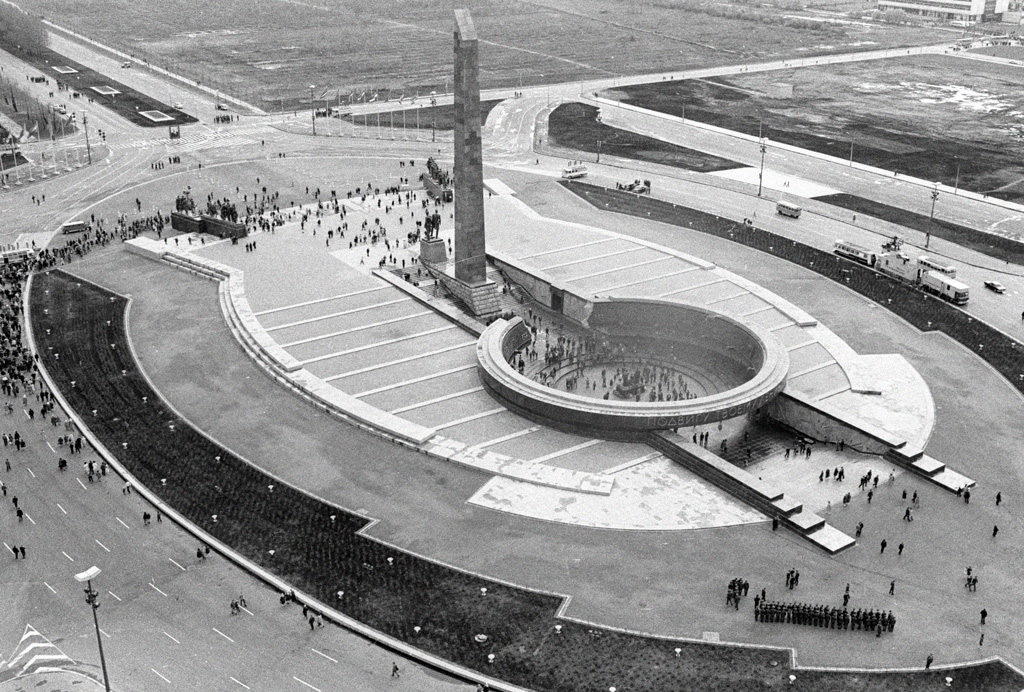
Монумент героическим защитникам Ленинграда на площади Победы. Фото 1981 года

В бронзе на Монументе отлиты слова «О камни! Будьте стойкими, как люди!» из стихотворения «Камни» Юрия Воронова (сборник «Блокада», 1968).

## История
Идея сооружения памятника героическим защитникам Ленинграда возникла ещё в годы Великой Отечественной войны. Приступить к созданию мемориала удалось лишь спустя 30 лет после полного освобождения города от вражеской блокады. Лишь в 1960-х годах было окончательно выбрано место возведения будущего мемориального комплекса — площадь у Средней Рогатки, которая в 1962 году была названа площадью Победы.
Выбор места был не случаен. Московский проспект с первых дней войны стал фронтовой дорогой, по нему шли дивизии народного ополчения, техника и войска. В непосредственной близости отсюда проходил передний край обороны. У самой Средней Рогатки был оборудован мощный узел сопротивления с дотами, противотанковым рвом, стальными ежами, железобетонными надолбами и огневыми артиллерийскими позициями. В июле 1945 года, когда жители города встречали гвардейские войска, возвращавшиеся с фронтов Великой Отечественной, именно здесь была возведена временная триумфальная арка.
Сооружение мемориала частично велось на средства многочисленных добровольных пожертвований. Для этих целей в Госбанке пришлось открыть лицевой счёт № 114292. За короткое время на мемориал было собрано 2 миллиона «народных» рублей. Начало строительства откладывалось — первый конкурс 1957 года предполагал скромный памятник, в конкурсе 1964 года на открытом всесоюзном конкурсе можно было предложить и проект, и место размещения памятника (жюри, среди прочих — Сергей Сперанский, Валентин Каменский, Михаил Аникушин), во втором этапе того же конкурса 1966—1967 годов место размещения памятника уже было определено, но не была присуждена ни одна первая премия (участвовали, среди прочих, Сергей Сперанский, Валериан Каменский, Сергей Михайлов, Олег Клюшкин, Иван Костюхин, Виктор Новиков, Эдуард Озоль, Андрей Семченко, Всеволод Тихомолов). Кроме отсутствия явного победителя, задержки были вызваны параллельным обсуждением памятника на молу в Финском заливе, было неочевидно, куда пойдут ресурсы.
В начале 1970-х годов было решено прекратить задержки и возвести монумент к 30-летию Победы. Для завершения работ над проектом памятника была создана специальная творческая группа. В итоге монумент героическим защитникам Ленинграда был создан по проекту архитекторов В. А. Каменского и С. Б. Сперанского и скульптора М. К. Аникушина. Все они были участниками обороны Ленинграда.
При согласовании проекта по идеологическим причинам из него были убраны высеченные в камне специально разработанным шрифтом строки блокадных стихов Ольги Берггольц, их место заняли шаблонные композиции из знамён и орденов, хотя Сперанский считал их «чуждыми эстетическим закономерностям искусства».
Монумент оформляет южный въезд в Санкт-Петербург со стороны Пулковских высот и аэропорта. Это запечатленное в бронзе и граните повествование о героической странице в истории города, мирная панорама которого простирается за площадью Победы. Обращённый к въезжающим в город фасад мемориала — «Площадь Победителей». На высоких гранитных пилонах установлены 26 бронзовых скульптур защитников Ленинграда. Скульптурные группы обращены в сторону бывшей линии фронта — к Пулковским высотам.
Спустя три года, 23 февраля 1978 года открылся подземный памятный зал. Сегодня зал является филиалом Музея истории города. Здесь разместилась документально-художественная экспозиция, посвященная обороне и блокаде Ленинграда.

## Композиция

Скульптурная композиция «Блокада»

### Памятный зал «Блокада»
В северной части монумента расположен Памятный зал «Блокада», который окружен разорванным бетонным кольцом диаметром 40 и протяженностью 124 метра. Кольцо облицовано гранитом. С внешней северной стороны оно содержит золотую надпись «Подвигу твоему Ленинград». С внутренней стороны по периметру горят 14 светильников вечного огня. На стенах памятного зала знамёна и награды, присужденные Ленинграду: медаль "За оборону Ленинграда", Золотая Звезда города-героя, два ордена Ленина, орден Октябрьской Революции, орден Боевого Красного Знамени с текстом о присвоении этих наград. Одна из сопровождающих надписей содержат следующие слова:
«Указом Президиума Верховного Совета СССР от 01 июня 1957 года за выдающиеся заслуги перед Родиной, мужество и героизм, проявленные трудящимися Ленинграда в дни Великой Октябрьской Социалистической Революции и в Великой Отечественной войне за успехи достигнутые в развитии промышленности и культуры, в развитии и освоении новой техники и в связи с 250-летием города Ленинград награждается Орденом Ленина»

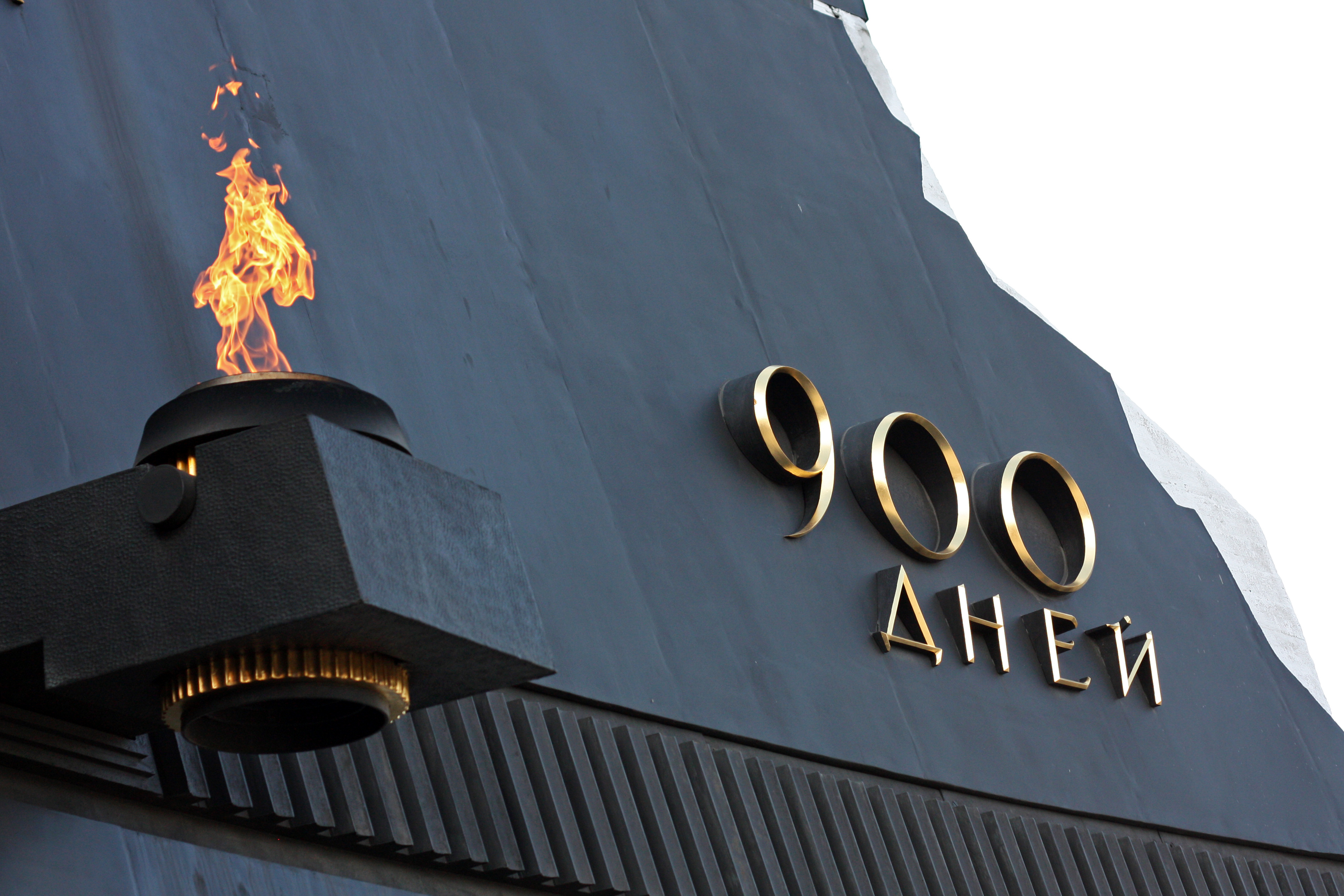
Вечный огонь с надписью 900 дней

«Девятисотдневная защита осажденного города — это легендарная повесть мужества и героизма, которая вызвала удивление и восхищение современников и навсегда останется в памяти грядущих поколений. Ленинградцы до конца остались верными Родине. Город-герой — вот имя, которое благодарно присвоил Ленинграду советский народ. Из приветствия ЦК КПСС Ленинграду» (надпись над северным выходом из Памятного зала «Блокада»)
По обеим сторонам от «прорыва» высечена фраза «900 дней — 900 ночей» (время продолжения блокады).
В центре кольца расположена скульптурная композиция «Блокада», изображающая 6 фигур: солдат в ушанке с ППШ за спиной, поддерживающий пожилую женщину, мать с ребёнком на руках и две обессиленные женские фигуры на земле. Автор выполнил фигуры почти в человеческий рост.
Из памятного зала через разорванное бетонное кольцо ступени ведут на террасу с клумбой, где растут ели. По краям клумбы каменные плиты с названиями городов-героев и изображением ордена героя Советского Союза. Здесь же на террасе вход в крытую часть памятного зала-музея.

### Обелиск
Гранитный обелиск 48 метров высотой образует главную ось монумента. С южной стороны на нем изображены цифры: 1941—1945, означающие годы Великой Отечественной войны. Красный бородинский гранит для обелиска добывался под Выборгом. На сооружение ушло 236 гранитных блоков, уложенных в 40 ярусов. Высота каждого яруса 1,2 метра. Первый из блоков в основание обелиска заложили 18 января 1975 года, последний — 19 марта. Вес конструкции составил 1600 тонн.

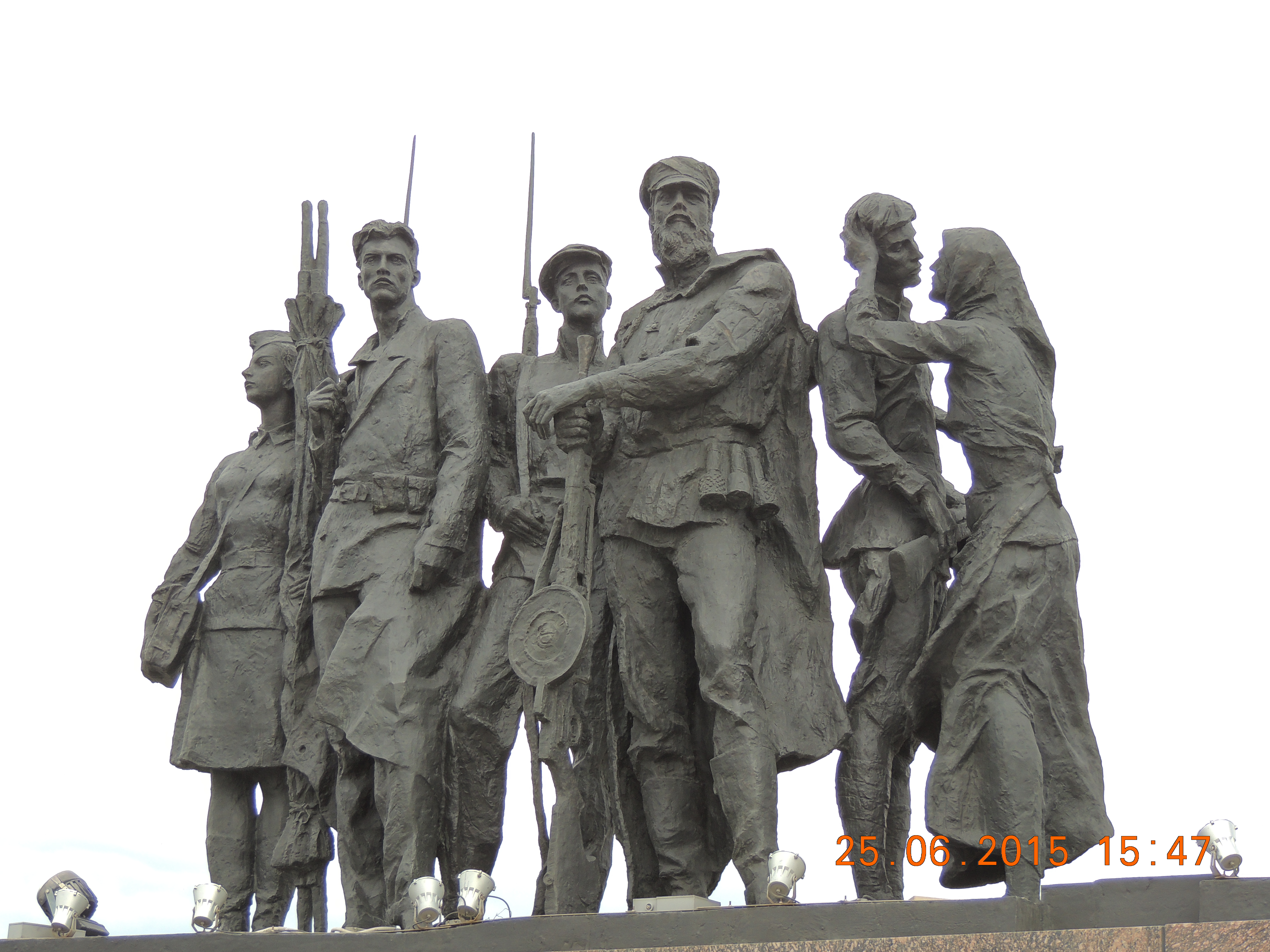
Скульптурная композиция «Ополченцы» на Площади Победителей

### Площадь Победителей
С южной стороны обелиска расположена Площадь Победителей, которую с трех сторон обрамляют скульптурные композиции.
Непосредственно под обелиском на гранитном постаменте находится скульптурная группа «Победители». Она представляет собой две 8-метровые бронзовые фигуры рабочего с молотом и солдата с автоматом, которые олицетворяют единства города и фронта. Моделью для скульптуры рабочего стал архитектор проекта Сергей Борисович Сперанский, а солдата Михаил Константинович Аникушин слепил с фотографии молодого Георгия Константиновича Жукова.
Далее к югу к обелиску через два прохода к памятному залу примыкают два пьедестала с 26 бронзовыми 5-метровыми статуями защитников Ленинграда. Западное крыло (14 фигур) образуют скульптурные группы «Летчик и моряки», «Снайперы» в маскхалатах, «Строители оборонительных сооружений» (две женщины с лопатами и трое мужчин с одним рельсом), а восточное (12 фигур) — «Солдаты» (4 фигуры, в том числе двое с штыками наперевес и один с флагом), «Литейщицы» (2 фигуры), «Ополченцы» (мать с сыном, женщина в форме, двое мужчин с винтовками за плечами и один боец с бородой и пулеметом Дегтярева).

### Музей
Вдоль стен зала установлены 900 светильников в виде свечей — столько дней продолжалась блокада. Под светильниками — названия населённых пунктов, мест боёв под Ленинградом. В Памятном зале расположены 12 художественно-исторических экспозиций, где можно увидеть документы и предметы времён Великой Отечественной войны. Здесь же находятся мозаичные панно «Блокада» и «Победа» (авторы С. Н. Репин, И. Г. Уралов, Н. П. Фомин, руководитель А. А. Мыльников), электронная карта «Героическая битва за Ленинград», мраморная доска героев с именами почти 700 защитников города — Героев Советского Союза, Героев Социалистического Труда, кавалеров ордена Славы трех степеней, удостоенных этих наград за оборону Ленинграда. В 1995 году в экспозицию были включены тома Книги Памяти, куда занесены имена солдат и мирных граждан, отдавших жизнь за Ленинград.

## «Золотой мальчик»
Скульптура «Золотой мальчик» воспринималась скульптором как центральная в замысле мемориала, однако, она, хотя и была отлита в бронзе в двух вариантах, но не была смонтирована на месте. Обычно это объясняется решением Первого секретаря Ленинградского обкома Григория Романова.